# Senso (film)
Senso is een Italiaanse dramafilm uit 1954 onder regie van Luchino Visconti. Het scenario is gebaseerd op de gelijknamige roman uit 1883 van de Italiaanse auteur Camillo Boito. Destijds werd de film in Nederland en Vlaanderen uitgebracht onder de titel Roes der zinnen.

## Verhaal
De jonge Venetiaanse gravin Livia Serpieri is gehuwd met een oudere man. Ze begint een verhouding met luitenant Franz Mahler van het Oostenrijkse bezettingsleger aan het eind van de Derde Italiaanse Onafhankelijkheidsoorlog in 1866. Hij wil met haar geld een arts omkopen om zich voor de dienst te laten afkeuren. Wanneer de gravin alles voor hem heeft opgeofferd, blijkt hij haar ontrouw te zijn en levert ze hem als deserteur uit aan zijn eigen manschappen.

## Rolverdeling
| Acteur             | Personage              |
| ------------------ | ---------------------- |
| Alida Valli        | Gravin Livia Serpieri  |
| Farley Granger     | Luitenant Franz Mahler |
| Heinz Moog         | Graaf Serpieri         |
| Rina Morelli       | Laura                  |
| Christian Marquand | Boheemse officier      |
| Sergio Fantoni     | Luca                   |
| Tino Bianchi       | Kapitein Meucci        |
| Ernst Nadherny     | Commandant             |
| Tonio Selwart      | Kolonel Kleist         |
| Marcella Mariani   | Clara                  |
| Massimo Girotti    | Markies Roberto Ussoni |